# 220er v. Chr.
Portal Geschichte | Portal Biografien | Aktuelle Ereignisse | Jahreskalender | Tagesartikel

◄ |
1. Jahrtausend v. Chr. |

◄ |
4. Jh. v. Chr. |
3. Jahrhundert v. Chr. |
2. Jh. v. Chr. |
►

◄ | 250er v. Chr. | 240er v. Chr. | 230er v. Chr. | 220er v. Chr. |
210er v. Chr. |
200er v. Chr. |
190er v. Chr. |
►

229 v. Chr. |
228 v. Chr. |
227 v. Chr. |
226 v. Chr. |
225 v. Chr. |
224 v. Chr. |
223 v. Chr. |
222 v. Chr. |
221 v. Chr. |
220 v. Chr.

## Ereignisse
- 226 v. Chr.: Der Ebro-Vertrag zwischen Rom und Karthago legt den Ebro als Grenzfluss zwischen ihren Interessensphären fest.
- um 226 v. Chr.: Der Koloss von Rhodos stürzt nach einem Erdbeben ein.
- 225 v. Chr. bis 222 v. Chr.: Die Kelten fallen in Norditalien ein und werden durch die Römische Republik bekämpft. Siehe auch Schlacht bei Telamon.
- 221 v. Chr.: Qin Shihuangdi vereint rivalisierende Dynastien zum Kaiserreich China und wird damit erster Kaiser Chinas.